# Pomadasys laurentino
Pomadasys laurentino är en fiskart som först beskrevs av Smith, 1953.  Pomadasys laurentino ingår i släktet Pomadasys och familjen Haemulidae. Inga underarter finns listade i Catalogue of Life.